# Michael Triegel
Michael Triegel, född 13 december 1968 i Erfurt i dåvarande Östtyskland, är en tysk målare, tecknare och grafiker verksam i Leipzig. Han är förknippad med Nya Leipzigskolan. Han studerade måleri och grafisk konst under Arno Rink vid Hochschule für Grafik und Buchkunst Leipzig 1990–1995. Hans målningar är starkt påverkade av renässansens konst.
Han är inte praktiserande religiös, men målar kristna motiv, och säger sig inte vara ateist. År 2010 målade han ett officiellt porträtt av påve Benedictus XVI. Istället för att påven satt modell på normalt vis blev Triegel inbjuden till första raden vid en generalaudiens. År 2015 kallade Die Zeit Triegel för "Tysklands kändaste religiösa konstnär".